# Павел Наумов
Павел Наумов е български революционер, кичевски районен войвода на Вътрешна македоно-одринска революционна организация.

## Биография
Павел Наумов е роден през 1883 година във велешкото село Ораовец, тогава в Османската империя. Брат е на войводата Иван Наумов Алябака. Влиза във ВМОРО и участва в Илинденското въстание от 1903 година в района на Крушево. След въстанието се изтегля в България и живее в София.
В края на месец май 1904 година влиза като четник в Крушевската чета на ВМОРО, под войводството на брат си Иван Наумов. С този чета за пръв път влиза в Македония и по-сетнешният велешки войвода Александър Андреев Чапата. Четата е активна в района си до края на годината, след което се завръща в България.
През пролетта на 1905 година Павел, отново с чета под ръководството на брат му, влиза в пределите на Османската империя, този път в района на Велешко, със задача да противостоят на засилващото се сърбоманско движение. В четата са бъдещите войводи на ВМОРО Тодор Оровчанов и Пано Арнаудов. Едно от най-значимите сражения, които води тази чета на Алабака, и в което участва Павел Наумов, става в края на юли 1905 година край село Крапа. С това сражение, съединените чети на ВМОРО, в състав повече от 60 четници и под войводството на Иван Наумов, Дякон Евстатий, Арсо Локвички и Панчо Константинов дават решителен отпор на нахлуващи в района сръбски пропагандни чети на Григор Соколов и войводата Тренко Крапянин. В сражението, от четата на Алабака, са тежко ранени Павел Наумов и Стефан Аврамов. След като се закрепя здравословно, Павел Наумов е препратен в България, за доизлекуване.
През август 1906 година Павел отново влиза в Македония – този път с Леринската чета на войводата Кръстьо Льондев. От април до август 1907 година е четник в костурската чета на войводата Бончо Василев.
В края на август 1907 година се провежда конгрес на Битолският революционен окръг, на който Павел Наумов е делегат. Конгресът го определя за войвода на кичевската районна чета. Другият кичевски районен войвода е Кръстьо Алексов, а техни помощници са Наум Илиев от Битоля, Ефтим Божинов и Дончо Тодоров.